# Island in the Sun
«Island in the Sun» es una canción de la banda estadounidense de rock Weezer grabado y lanzado en el año 2001, siendo el segundo sencillo de The Green Album, tercer álbum oficial de la banda. El productor Ric Ocasek encontró una maqueta de la canción que Rivers Cuomo había grabado en solitario y trabajó con la banda para recrear la canción sin perder la esencia del demo. Según Cuomo, se trata de la canción que más beneficios enconómicos le ha aportado a la banda.
Fueron realizadas dos versiones distintas del videoclip. La primera, dirigida por Marcos Siega, muestra a la banda tocando en una boda mexicana o chicana. Es uno de los dos únicos videoclips en los que aparece Mikey Welsh. A los ejecutivos de MTV no les gustó esta versión así que se rodó una segunda, dirigida por Spike Jonze, que pronto se convirtió en el vídeo más popular para la canción y, aunque el primero es el vídeo oficial, este es el más reproducido. Esta versión muestra a la banda jugueteando con animales en Simi Valley, Los Ángeles; solo Brian Bell, Rivers Cuomo y Pat Wilson, aparecen en este vídeo. Mikey Welsh no asistió a la grabación, pues pocos días antes había abandonado la banda por una crisis mental y problemas de drogadicción y no continuaría como bajista de Weezer.

## Posicionamiento en listas
| Lista (2001)                                | Mejor posición |
| ------------------------------------------- | -------------- |
| Bélgica (Valonia) (Ultratip Bubbling Under) | 9              |
| Estados Unidos (Bubbling Under Hot 100)     | 11             |
| Estados Unidos (Modern Rock Tracks)         | 11             |
| Estados Unidos (Mainstream Rock Tracks)     | 34             |
| Estados Unidos (Adult Top 40)               | 33             |
| Francia (SNEP)                              | 17             |
| Nueva Zelanda (Recorded Music NZ)           | 47             |
| Reino Unido (UK Singles Chart)              | 31             |